# Mistrzostwa Świata w Zapasach 2022
Mistrzostwa Świata w Zapasach 2022 odbyły się w dniach 10 – 18 września w Belgradzie w Serbii, w Štark Arena.

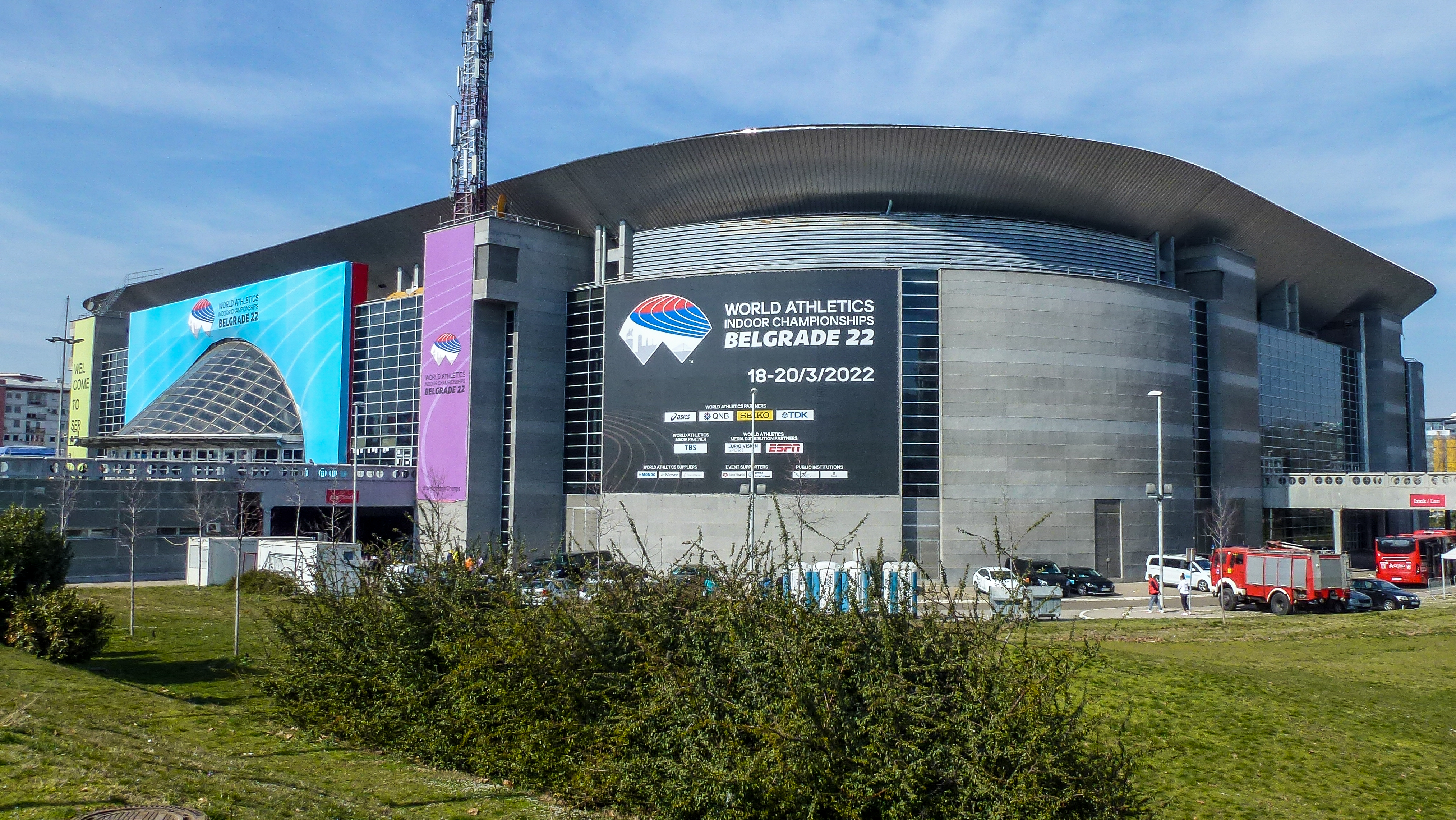
Hala

## Reprezentacja Polski
(20 walk wygranych, 24 przegranych)

### kobiety
- styl wolny (9-7)
  - Anna Łukasiak – 3 m. (50 kg) * Wygrała z Julie Sabatié z Francji i w 1/4 przegrała z Yui Susaki z Japonii. W repasażach wygrała z Nguyễn Thị Xuân z Wietnamu. W pojedynku o brązowy medal pokonała Nigeryjkę Mercy Genesis.
  - Katarzyna Krawczyk – 15 m. (53 kg) * Przegrała z Lucíą Yépez z Ekwadoru.
  - Roksana Zasina – 9 m. (55 kg) * Wygrała z Luisą Valverde z Ekwadoru, a w 1/4 przegrała z Amerykanką Jacarrą Winchester.
  - Anhelina Łysak – 3 m. (57 kg) * Wygrała z Saritą z Indii, a w 1/4 przegrała z Helen Maroulis z USA. W repasażu pokonała z Emmę Tissinę z Kazachstanu, a w pojedynku o trzecie miejsce wygrała z Erchembajaryn Dawaaczimeg z Mongolii.
  - Jowita Wrzesień – 3 m. (59 kg) * W ćwierćfinale wygrała z Mansi Ahlawat z Indii, a w półfinale przegrała z Norweżką Grace Bullen. W walce o trzecie miejsce z wygrała Bat-Erdeniin Erdenesuvd z Mongolii.
  - Natalia Strzałka – 22 m. (68 kg) * Przegrała z Sofią Georgiewą z Bułgarii.
  - Patrycja Sperka – 14 m. (72 kg) * Przegrała z Svetlaną Oknazarovą z Uzbekistanu.

### mężczyźni
- styl klasyczny (4-7)
  - Michał Tracz – 15 m. (60 kg) * Wygrał z Helarym Mägisalu z Estonii i przegrał z Amerykaninem Ildarem Hafizovem.
  - Mateusz Bernatek – 7 m. (67 kg) * Wygrał z Pedro Caldasem z Portugalii i z Francuzem Mamadassą Syllą, a w ćwierćfinale przegrał z Mate Nemešem z Serbii. W repasażach przegrał z Turkiem Muratem Fıratem.
  - Gework Sahakian – 14 m. (72 kg) * Wygrał z Gruzinem Szmagi Bolkwadze i w ćwierćfinale przegrał z Selçukiem Canem.
  - Szymon Szymonowicz – 27 m. (87 kg) * Przegrał z Nursułtanem Tursynowem z Kazachstanu.
  - Tadeusz Michalik – 19 m. (97 kg) * Przegrał z Beksułtanem Machmudowem z Kirgistanu.
  - Rafał Krajewski – 22 m. (130 kg) * Przegrał z Daniłą Sotnikowem z Włoch.
- styl wolny (7-10)
  - Eduard Grigorew – 23 m. (61 kg) * Przegrał z Sethem Grossem z USA.
  - Krzysztof Bieńkowski – 15 m. (65 kg) * Wygrał z Rumunem Ștefanem Comanem i przegrał z Mongołem Tseveensürengiinem Tsogbadrakhem.
  - Kamil Rybicki – 31 m. (74 kg) * Przegrał z Chietagiem Cabołowem z Serbii.
  - Sebastian Jezierzański – 5 m. (86 kg) * Wygrał z Fatihem Erdinem z Turcji i Achmiedem Magomajewem z Bułgarii, a 1/4 przegrał z Hasanem Jazdanim. W repasażu wygrał z Ivanem Ichizlim z Moldawii, a w walce o brązowy medal przegrał z Borisem Makojewem z Słowacji.
  - Radosław Marcinkiewicz – 5 m. (92 kg) * Wygrał z Vicky z Indii i Gieorgijem Rubajewem z Mołdawii, a w 1/4 przegrał z Amerykaninem J’denem Coxem. W repasażach pokonał Bi Yuxianga z Chin, a w walce o brązowy medal uległ Osmanowi Nurmagomiedowi z Azerbejdżanu.
  - Zbigniew Baranowski – 18 m. (97 kg) * Przegrał z Amerykaninem Kyle Snyderem, a w repasażu przegrał z Magomiedchanem Magomiedowem z Azerbejdżanu.
  - Robert Baran – 17 m. (125 kg) * Przegrał z Haydenem Zillmerem z USA.

## Klasyfikacja medalowa
Gospodarz zawodów został zaznaczony kolorem.
| Miejsce | Kraj              | Złoto | Srebro | Brąz | Razem |
| 1       | Stany Zjednoczone | 7     | 6      | 2    | 15    |
| 2       | Japonia           | 7     | 1      | 5    | 13    |
| 3       | Turcja            | 4     | 0      | 3    | 7     |
| 4       | Serbia            | 4     | 0      | 1    | 5     |
| 5       | Iran              | 2     | 5      | 3    | 10    |
| 6       | Kirgistan         | 2     | 0      | 3    | 5     |
| 7       | Azerbejdżan       | 1     | 1      | 5    | 7     |
| 8       | Armenia           | 1     | 0      | 2    | 3     |
| 9       | Mołdawia          | 1     | 0      | 1    | 2     |
| 10      | Albania           | 1     | 0      | 0    | 1     |
| 11      | Mongolia          | 0     | 3      | 2    | 5     |
| 12      | Gruzja            | 0     | 2      | 4    | 6     |
| 13      | Słowacja          | 0     | 2      | 1    | 3     |
| 14      | Bułgaria          | 0     | 2      | 0    | 2     |
| 15      | Ukraina           | 0     | 1      | 5    | 6     |
| 16      | Chiny             | 0     | 1      | 3    | 4     |
| .       | Węgry             | 0     | 1      | 3    | 4     |
| 18      | Kazachstan        | 0     | 1      | 2    | 3     |
| 19      | Uzbekistan        | 0     | 1      | 1    | 2     |
| 20      | Dania             | 0     | 1      | 0    | 1     |
| .       | Egipt             | 0     | 1      | 0    | 1     |
| .       | Norwegia          | 0     | 1      | 0    | 1     |
| 23      | Polska            | 0     | 0      | 3    | 3     |
| 24      | Kanada            | 0     | 0      | 2    | 2     |
| .       | Indie             | 0     | 0      | 2    | 2     |
| .       | Rumunia           | 0     | 0      | 2    | 2     |
| 27      | Estonia           | 0     | 0      | 1    | 1     |
| .       | Francja           | 0     | 0      | 1    | 1     |
| .       | Grecja            | 0     | 0      | 1    | 1     |
| .       | Litwa             | 0     | 0      | 1    | 1     |
| .       | Włochy            | 0     | 0      | 1    | 1     |
| Razem   | Razem             | 30    | 30     | 60   | 120   |

## Rezultaty

### Mężczyźni

#### Styl klasyczny
| Konkurencja         | Złoto                 | Srebro                 | Brąz                                   |
| Kategoria do 55 kg  | Eldəniz Əzizli        | Nugzari Curcumia       | Yū Shiotani Jasurbek Ortiqboyev        |
| Kategoria do 60 kg  | Żołaman Szarszenbekow | Edmond Nazarjan        | Ajdos Sułtangali Ken’ichirō Fumita     |
| Kategoria do 63 kg  | Sebastian Nađ         | Leri Abuladze          | Tuo Erbatu Taleh Məmmədov              |
| Kategoria do 67 kg  | Mate Nemeš            | Mohammadreza Garaji    | Həsrət Cəfərov Amantur Ismaiłow        |
| Kategoria do 72 kg  | Ali Arsalan           | Ülvi Qənizadə          | Andrij Kułyk Selçuk Can                |
| Kategoria do 77 kg  | Akdżoł Machmudow      | Zoltán Lévai           | Malchas Amojan Yunus Emre Başar        |
| Kategoria do 82 kg  | Burhan Akbudak        | Jalgasbay Berdimuratov | Tamás Lévai Jarosław Filczakow         |
| Kategoria do 87 kg  | Zurab Datunaszwili    | Turpal Bisultanov      | Dávid Losonczi Ali Cengiz              |
| Kategoria do 97 kg  | Artur Aleksanian      | Kirił Miłow            | Arif Niftullayev Mohammadhadi Saravi   |
| Kategoria do 130 kg | Rıza Kayaalp          | Amin Mirzazade         | Mantas Knystautas Alin Alexuc-Ciurariu |

#### Styl wolny
| Konkurencja         | Złoto              | Srebro                   | Brąz                                       |
| Kategoria do 57 kg  | Zelimchan Abakarow | Thomas Gilman            | Dzandanbudyn Dzanbadzar Stevan Mićić       |
| Kategoria do 61 kg  | Rei Higuchi        | Reza Atri                | Arsen Harutiunian Narmandachyn Naranchüü   |
| Kategoria do 65 kg  | Rahman Amuzad      | John Diakomihalis        | Ismaił Musukajew Bajrang Kumar             |
| Kategoria do 70 kg  | Taishi Narikuni    | Zain Retherford          | Zurabi Iakobiszwili Ernazar Akmatalijew    |
| Kategoria do 74 kg  | Kyle Dake          | Tajmuraz Sałkazanow      | Junes Emamiczoghaji Frank Chamizo          |
| Kategoria do 79 kg  | Jordan Burroughs   | Mohammad Nochodilarimi   | Wasyl Mychajłow Arsałan Budażapow          |
| Kategoria do 86 kg  | David Taylor       | Hasan Jazdani            | Boris Makojew Azamat Dauletbekow           |
| Kategoria do 92 kg  | Kamran Ghasempur   | J’den Cox                | Miriani Maisuradze Osman Nurmagomiedow     |
| Kategoria do 97 kg  | Kyle Snyder        | Batyrbiek Cakułow        | Giwi Maczaraszwili Magomiedchan Magomiedow |
| Kategoria do 125 kg | Taha Akgül         | Mönchtörijn Lchagwagerel | Geno Petriaszwili Amir Hosejn Zare         |

### Kobiety

#### Styl wolny
| Konkurencja        | Złoto             | Srebro                    | Brąz                                  |
| Kategoria do 50 kg | Yui Susaki        | Dolgordżawyn Otgondżargal | Sarah Hildebrandt Anna Łukasiak       |
| Kategoria do 53 kg | Dominique Parrish | Batchujagijn Chulan       | Vinesh Phogat Maria Prewolaraki       |
| Kategoria do 55 kg | Mayu Mukaida      | Ołeksandra Chomeneć       | Karla Godinez Xie Mengyu              |
| Kategoria do 57 kg | Tsugumi Sakurai   | Helen Maroulis            | Anhelina Łysak Alina Hruszyna-Akobija |
| Kategoria do 59 kg | Anastasia Nichita | Grace Bullen              | Jowita Wrzesień Sakura Motoki         |
| Kategoria do 62 kg | Nonoka Ozaki      | Kayla Miracle             | Luo Xiaojuan Iłona Prokopewniuk       |
| Kategoria do 65 kg | Miwa Morikawa     | Long Jia                  | Mallory Velte Koumba Larroque         |
| Kategoria do 68 kg | Tamyra Mensah     | Ami Ishii                 | Linda Morais Irina Rîngaci            |
| Kategoria do 72 kg | Amit Elor         | Żamiła Bakbergenowa       | Alexandra Anghel Masako Furuichi      |
| Kategoria do 76 kg | Yasemin Adar      | Samar Amir Ibrahim Hamza  | Epp Mäe Yūka Kagami                   |